# Томе-Асу

Томе-Асу на карте штата.

Томе-Асу (порт. Tomé-Açu) — муниципалитет в Бразилии, входит в штат Пара. Составная часть мезорегиона Северо-восток штата Пара. Входит в экономико-статистический микрорегион Томе-Асу. Население составляет 56 518 человек на 2010 год. Занимает площадь 5145,361 км². Плотность населения — 10,98 чел./км².

## Демография
Согласно сведениям, собранным в ходе переписи 2010 г. Национальным институтом географии и статистики (IBGE), население муниципалитета составляет:
| Полное население                               | Полное население                               | Полное население                               | Полное население                               | 56 518 |
| ---------------------------------------------- | ---------------------------------------------- | ---------------------------------------------- | ---------------------------------------------- | ------ |
| в том числе:                                   | Городское население                            | 31 563                                         | Процент городского населения, %                | 55,85  |
|                                                | Сельское население                             | 24 955                                         | Процент сельского населения, %                 | 44,15  |
|                                                | Мужское население                              | 29 323                                         | Процент мужского населения, %                  | 51,88  |
|                                                | Женское население                              | 27 195                                         | Процент женского населения, %                  | 48,12  |
| Плотность населения, чел/км²                   | Плотность населения, чел/км²                   | Плотность населения, чел/км²                   | Плотность населения, чел/км²                   | 10,98  |
| Население муниципалитета в % к населению штата | Население муниципалитета в % к населению штата | Население муниципалитета в % к населению штата | Население муниципалитета в % к населению штата | 0,75   |

По данным оценки 2015 года население муниципалитета составляет 60 456 жителей.

## Статистика
- Валовой внутренний продукт на 2003 год составляет 169 226 321,00 реалов (данные: Бразильский институт географии и статистики).
- Валовой внутренний продукт на душу населения на 2003 год составляет 3410,31 реалов (данные: Бразильский институт географии и статистики).
- Индекс развития человеческого потенциала на 2000 год составляет 0,676 (данные: Программа развития ООН).

## География
Климат местности: горный тропический.

## Важнейшие населенные пункты
| № | Населённый пункт | Населённый пункт (порт.) | Категория | Население чел. (2010) | На карте                       |
| - | ---------------- | ------------------------ | --------- | --------------------- | ------------------------------ |
| 1 | Томе-Асу         | Tomé-Açu                 | город     | 31 563                | 2°24′55″ ю. ш. 48°09′09″ з. д. |
| 2 | Форкилья         | Forquilha                | поселок   | 1419                  | 2°30′17″ ю. ш. 48°23′18″ з. д. |
| 3 | Агуа-Бранка      | Água Branca              | поселок   | 981                   | 2°25′01″ ю. ш. 48°05′41″ з. д. |
| 4 | Вила-Нова        | Vila Nova                | поселок   | 753                   | 2°51′02″ ю. ш. 48°13′57″ з. д. |
| 5 | Бреу             | Breu                     | поселок   | 401                   | 2°27′55″ ю. ш. 48°17′33″ з. д. |
| 6 | Акара-Мири       | Acará Miri               | поселок   | 94                    | 2°41′23″ ю. ш. 48°16′30″ з. д. |
| 7 | Текнай           | Teknay                   | поселок   | 27                    | 2°17′01″ ю. ш. 48°20′16″ з. д. |